# Okręg Boulogne-sur-Mer
Okręg Boulogne-sur-Mer (fr. Arrondissement de Boulogne-sur-Mer) – okręg w północnej Francji. Populacja wynosi 163 tysiące.

## Podział administracyjny
W skład okręgu wchodzą następujące kantony:
- Boulogne-sur-Mer-Nord-Est,
- Boulogne-sur-Mer-Nord-Ouest,
- Boulogne-sur-Mer-Sud,
- Desvres,
- Marquise,
- Outreau,
- Portel,
- Samer.